# Mathsoft
MathSoft war ein US-amerikanisches Unternehmen, das mathematische Software für Studenten, Lehrer und Ingenieure entwickelte. Bekannt wurde es vor allem durch seine Software Mathcad, ein PC-Programm zur Lösung und Visualisierung mathematischer Probleme, das zur Klasse der Computeralgebrasysteme gehört.

## Produkte
MathSoft wurde 1984 von Allen Razdow und David Blohm gegründet. Neben Mathcad entwickelte sie auch die StudyWorks-Reihe, mathematische und naturwissenschaftliche Bildungspakete für Schülerinnen und Schüler der Mittel- und Oberstufe.
Mathsoft Engineering and Education, ein Unternehmen, das diese Produkte verkaufte, war ebenfalls ein Geschäftsbereich von MathSoft. Im Jahr 2001 verkaufte MathSoft diesen Geschäftsbereich an seine eigenen Führungskräfte. Ein weiterer ehemaliger Geschäftsbereich von MathSoft, FreeScholarships.com, wurde geschlossen und MathSoft in Insightful umbenannt. Insightful entwickelte weiterhin mathematische Programme und verkaufte auch ein Datenanalysepaket namens StatServer. Mathsoft Engineering & Education entwickelte und vertrieb weiterhin das Hauptprodukt Mathcad sowie den Mathcad Calculation Server, einen Unternehmensserver für den Austausch technischer Berechnungen.
Mathsoft Engineering & Education propagierte den Begriff Berechnungsmanagement (englisch Calculation management), der den Entwurf, die Dokumentation und die Verwaltung von technischen Berechnungen sowie den Umgang mit geistigem Eigentum umfasste.

## Übernahme durchPTC
Im April 2006 wurde Mathsoft von der Firma Parametric Technology Corporation (PTC) für 62 Millionen Dollar übernommen. Zu diesem Zeitpunkt hatte Mathsoft einen Jahresumsatz von 20 Millionen US-Dollar und 130 Mitarbeiter in sieben Ländern, darunter Großbritannien, Deutschland und Japan. PTC, bis dahin auf Service Lifecycle Management spezialisiert, entwickelte Mathcad bis zur Version 15 im Jahr 2017 weiter, hatte aber bereits 2011 mit Mathcad Prime eine neue Produktlinie auf den Markt gebracht.